# Госса, Марцел
Ма́рцел Го́сса (словац. Marcel Hossa; род. 12 октября 1981, Илава, Западно-Словацкий край) — словацкий хоккеист, крайний нападающий. 

## Карьера
Марцел начал заниматься хоккеем при поддержке отца, который играл за сборную Чехословакии, а потом стал тренером.
На драфте НХЛ 2000 года был выбран в первом раунде под общим 16 номером командой «Монреаль Канадиенс». 30 сентября 2005 года обменян в «Нью-Йорк Рейнджерс».
В 2008—2010 годах играл в КХЛ за рижское «Динамо». Стал лучшим снайпером КХЛ 2009/10. С 2010 года выступал за казанский «Ак Барс» (перед переходом Марцела этот клуб дважды выиграл Кубок Гагарина). 26 июля 2011 года подписал контракт с московским «Спартаком», однако уже в декабре этого же года контракт был расторгнут и в январе 2012 года Хосса заключил соглашение с рижским «Динамо». В мае 2012 года перебрался в пражский «Лев», дебютировавший в Континентальной хоккейной лиге, в котором провёл один сезон. Весной 2013 года вновь вернулся в Ригу. В декабре 2014 года был выставлен рижским «Динамо» на драфт отказов.
Участник юниорского чемпионата мира 1999 (бронза), молодёжного чемпионата мира 2000, 2001. Участник чемпионата мира 2005, 2006, 2008, 2009, 2011, Олимпийских игр 2006, 2010 и 2014 годов.
Отец Франтишек Хосса — хоккейный тренер. Старший брат Мариан Хосса — известный словацкий хоккеист, набрал более 1000 очков за карьеру в НХЛ, в 2018 году завершил карьеру из-за проблем со здоровьем.

## Достижения
- Участник матча молодых звёзд НХЛ (2003)
- Лучший снайпер КХЛ 2009/10
- Участник матча звёзд КХЛ (2009, 2010, 2014)
- Серебряный призёр чемпионата мира в Финляндии/Швеции (2012)
- Серебряный призёр Словацкой экстралиги (2018)
- Бронзовый призёр чемпионата мира среди юниоров (1999)